# Rajd na Los Baños
Rajd na Los Baños (ang. Raid on Los Baños, tagalski Pagsalakay sa Los Baños) – akcja przeprowadzona wczesnym rankiem w piątek 23 lutego 1945 roku przez połączone siły powietrznodesantowe Armii Stanów Zjednoczonych i filipińskiej partyzantki, dzięki której uwolniono 2147 internowanych cywilów i jeńców wojennych z kampusu szkoły rolniczej w Los Baños, który był wykorzystywany przez Japończyków jako obóz koncentracyjny. Rajd ten został uznany za jedną z najlepszych operacji ratunkowych w historii nowoczesnej wojskowości. Był to drugi precyzyjnie przeprowadzony rajd połączonych sił amerykańsko-filipińskich w ciągu zaledwie miesiąca, po rajdzie na Cabanatuan przeprowadzonym 30 stycznia, w którym uratowano 522 alianckich jeńców wojennych.

## Tło
Od lądowania amerykańskiej 6 Armii w Zatoce Lingayen i 8 Armii w Nasugbu i Batangas odpowiednio 9 i 31 stycznia 1945 roku, mających na celu odzyskanie Luzonu, głównej wyspy Filipin, Cesarska Armia Japońska była spychana coraz dalej w głąb lądu, ponosząc kolejne porażki i stawała się coraz bardziej zdesperowana. Wkrótce do dowódców alianckich docierały wieści, że Japończycy zabijają cywilów i jeńców wojennych podczas wycofywania się.
Gen. Douglas MacArthur był głęboko zaniepokojony losem tysięcy obywateli amerykańskich internowanych w różnych obozach na Luzonie od pierwszej kampanii filipińskiej. Istniała obawa, że tuż przed wyzwoleniem mogą zostać zamordowani. Dlatego przeprowadzono kilka śmiałych rajdów w celu ratowania jeńców wojennych, w tym najsłynniejszy w Cabanatuan, a także akcje w obozie internowania na terenie kampusu Uniwersytetu Santo Tomas oraz w więzieniu Bilibid w szczytowym momencie bitwy o Manilę.

### Obóz internowania w Los Baños
W Los Baños, w prowincji Laguna, na terenie ówczesnej szkoły rolniczej i szkoły leśniej, obecnie University of the Philippines Los Baños, który zajmował powierzchnię 240 000 m², znajdował się obóz koncentracyjny dla jeńców wojennych i cywilów, wciśnięty między podnóża góry Makiling a północny brzeg Los Baños zwrócony w stronę zatoki Laguna de Bay. Obóz budowano obok Baker Hall rękami pierwszej grupy ok. 800 mężczyzn, którzy przybyli w maju 1943 roku. W grudniu 1943 roku przybyło dodatkowych 200 więźniów z obozu internowania Santo Tomas, w kwietniu 1944 roku przewieziono tam kolejne 500 osób, a w grudniu 150.
Otoczeni drutem kolczastym w skupiskach chat krytych strzechą przebywali Amerykanie, Brytyjczycy, Australijczycy, Holendrzy, Norwegowie, Polacy, Włosi i Kanadyjczycy. Oprócz jedenastu pielęgniarek marynarki wojennej pod dowództwem Laury M. Cobb   i kilku żołnierzy, niemal wszyscy więźniowie byli cywilami: przedsiębiorcami, nauczycielami, bankierami i misjonarzami złapanymi przez Japończyków na początku wojny na Pacyfiku i osadzonymi w różnych obozach jenieckich na terenie całych Filipin.
Podczas uwięzienia jeńcy utworzyli komitet, który miał negocjować ze strażnikami w celu zachowania samorządności i uzyskania wszelkie marginalne swobody lub ustępstwa, jakie tylko mogli uzyskać od japońskich władz obozowych. Mimo to internowani musieli radzić sobie z malejącymi racjami żywnościowymi, ograniczoną ilością odzieży, złymi warunkami bytowymi i praktycznym brakiem sanitariatów oraz znosić sadystyczne tendencje strażników obozowych.
Pierwszy komendant obozu, major Tanaka, był uważany za „rozsądnie sprawiedliwego” w traktowaniu więźniów. Później zastąpił go major Urabe, który również był opanowanym człowiekiem. Jednak w lipcu 1944 roku zastąpił go trzeci komendant, major T. Iwanaka, który został zapamiętany z wielkiego okrucieństwa:

Z punktu widzenia internowanych Iwanaka wydawał się cierpieć na to, co dzisiaj nazwalibyśmy demencją. Codzienne zarządzanie Los Baños pozostawił podwładnemu, chor. Sadaaki Konishi. Obaj wydawali się skłonni do zadawania internowanym jak największego cierpienia

Na początku 1945 roku warunki w obozie stały się nieznośne, z wymuszonym ograniczonym przydziałem żywności i narastającymi nadużyciami ze strony strażników, co działo się za sprawą Konishiego.

### Misja
11 Dywizja Powietrznodesantowa pod dowództwem gen. mjr Josepha Swinga przybyła na południowo-zachodni Pacyfik w połowie 1944 roku. Przed wzięciem udziału w inwazji na wyspę Leyte w październiku, dywizja przeszła chrzest bojowy na Nowej Gwinei. Wraz z 503 Spadochronowym Pułkowym Zespołem Bojowym były to jedyne siły powietrznodesantowe Armii USA na całym teatrze działań wojennych na Pacyfiku. Po Leyte, 188 Pułk Piechoty Szybowcowej przewodził lądowaniu 8 Armii w Nasugbu 31 stycznia, podczas gdy 511 Pułk Piechoty Spadochronowej dokonał zrzutu na grzbiecie Tagaytay 3 lutego.
Tego samego dnia, 3 lutego 1945 roku, Swing otrzymał zadanie przeprowadzenia misji ratunkowej, aby uratować internowanych w obozie Los Baños, około 32 km za liniami japońskimi. Jednak z powodu zaangażowania 11 Dywizji Powietrznodesantowej w serię walk na południe od Manili i zdecydowanej obrony Japończyków na Nichols Field i Forcie William McKinley, natychmiastowe przerzucenie jednostki nie wchodziło w grę. Jako środek tymczasowy Swing nakazał swoim podwładnym opracowanie planu, który można było zrealizować w najwcześniejszym możliwym momencie, powierzając kontrolę nad tym zadaniem płk. Henry’emu Mullerowi. Następnie 18 lutego 1. batalion 511 Pułku Piechoty spadochronowej, pod dowództwem mjr. Henry’ego Burgessa, główna jednostka przydzielona do wykonania misji, została wycofana ze swoich pozycji na tzw. linii Genko, ufortyfikowanym systemie połączonych bunkrów i rowów przeciwpancernych biegnących wzdłuż południowej dzielnicy Manili Las Piñas i udała się do dzielnicy Parañaque, aby odpocząć i przegrupować się.
Do 20 lutego 1945 roku sytuacja na Luzonie stały się na tyle sprzyjająca dla Amerykanów, że pozostałe elementy mogły zostać wycofane z pola walki i poinformowane o swojej nowej misji. Żołnierze otrzymali rozkaz zajęcia stanowisk postojowych i przygotowali się do wymarszu, a rozpoczęcie rajdu zaplanowano na godz. 7:00 23 lutego. Do fazy skoku bojowego dowódca 511 Pułku, ppłk Edward Lahti wyznaczył Kompanię B 1. batalionu 511 Pułku Piechoty Spadochronowej 11 Dywizji Powietrznodesantowej pod dowództwem por. Johna Ringlera wraz z plutonem lekkich karabinów maszynowych kompanii sztabowej ppor. Waltera Hettingera. 188 Pułk Piechoty Szybowcowej płk. Roberta Soule’a otrzymał prawdopodobnie najtrudniejsze zadanie; jakim było odparcie spodziewanego kontrataku Japończyków z głównej drogi. Po drugiej stronie rzeki San Juan stacjonowało około 8000–10 000 japońskich żołnierzy z 8 Dywizji „Tygrysów” dowodzonej przez gen. por. Shizuo Yokoyamę.

### Powiązania partyzanckie
Różne filipińskie grupy partyzanckie działające w pobliżu Los Baños odegrały kluczową rolę w pomyślnym wyzwoleniu obozu. Wcześniej, w wojnie partyzanckiej przeciwko Japończykom, utworzono połączone dowództwo partyzanckie, aby wprowadzić porządek w działaniach zlikwidowanego wcześniej dowództwa United States Army Forces in the Far East (USAFFE), które odpowiadało za niekonwencjonalne siły zbrojne na Filipinach, i przemianowano je na General Guerrilla Command (GGC) Luzon pod dowództwem mjr. Jaya D. Vanderpoola z armii amerykańskiej, którego żołnierze 11 Dywizji Powietrznodesantowej czule nazywali „Małym Kapralem”.
Pod dowództwem GGC, partyzanci Hunters ROTC (Reserve Officers Training Corps), pierwotnie składający się z byłych kadetów Filipińskiej Akademii Wojskowej wraz z kilkoma byłymi ROTC i studentami college'u pod dowództwem płk. Franka Quesady, byli jedną z najbardziej aktywnych grup. Inne formacje to m.in. President Quezon's Own Guerrillas (PQOG) pod dowództwem płk. Fil Avanceña, Red Lion's Unit, filipińsko-chiński 48. szwadron Wa-Chi i grupa Villegas z Hukbalahaps, którym GGC zleciło koordynację operacji związanych z Los Baños. Wśród członków partyzantów Hunters ROTC, którzy brali udział w rajdzie, znalazła się przyszła filipińska gwiazda filmowa Mario Montenegro, mający wówczas zaledwie szesnaście lat.

### Plan
Na długo przed przybyciem amerykańskich sił wyzwoleńczych partyzanci przeprowadzili operacje wywiadowcze, dzięki którym zebrano dokładne informacje o osobach przetrzymywanych w Los Baños i ich strażnikach. Wielu więźniów było przyjaciółmi rodzin partyzantów jeszcze sprzed wojny. Gdy ppłk. Gustavo Inglés został wyznaczony na ogólnego koordynatora partyzantki przy 11 Dywizji Powietrznodesantowej, informacje przekazywano sztabowi dowodzenia Swinga, w tym płk. Henry'emu Mullerowi i płk. Douglasowi Quandtowi, a także innym głównym planistom, którzy dopracowali ostateczny plan ataku.
12 lutego Freddy Zervoulakos, 19-letni Filipińczyk pochodzenia greckiego, uciekł obozu i nawiązał kontakt z partyzantami. Został odesłany z powrotem do Los Baños z obietnicą, że wszyscy internowani zostaną uratowani. Po otrzymaniu informacji o planach wyzwolenia obozu komitet więźniów zdecydował, że najlepiej będzie, jeśli osadzeni będą się zachowywać tak jak dotychczas. Tydzień później inny uciekinier z obozu, inżynier o nazwisku Pete Miles, przekazał dalsze cenne informacje planistom 11 Dywizji, w tym o codziennych zwyczajach w obozie, szczegóły dotyczące pozycji strażników i dokładną lokalizację internowanych. Okazało się to wielkim atutem dla planistów i pozwoliło im sfinalizować czterofazowy plan, który został zaplanowany tak, aby pokrywał się czasowo z ćwiczeniami fizycznymi strażników, które japońscy żołnierze prowadzili bez ubrań, oporządzenia ani broni, co opóźniało znacząco czas ich reakcji. Tymczasem dwóch amerykańskich poruczników przeprowadziło rozpoznanie strefy zrzutu z partyzantami i dwoma internowanymi.
Wspólny plan szturmu armii amerykańskiej i partyzantki filipińskiej wyglądał następująco:
- Faza 1 miała rozpocząć się, gdy 11. pluton rozpoznawczy 11 Dywizji Powietrznodesantowej pod dowództwem por. George'a Skaua wraz z około dwudziestoma filipińskimi przewodnikami partyzanckimi miał wyruszyć za linie wroga na bancas (lokalnych łodziach rybackich) przez jezioro Laguna dwie noce przed rajdem, gdzie mieli czekać[23]. Cztery zespoły szturmowe pod dowództwem sierżantów Martina Squiresa, Terry'ego Santosa (absolwenta czwartej klasy Alamo Scouts Training Center), Cliffa Towna i Roberta Angusa miały zaatakować bramę obozu z różnych stron. Na godz. 7:00 dnia 23 lutego powierzono im zadanie oznaczenia stref zrzutu, stref lądowania i zneutralizowania strażników bram obozu, jednocześnie z atakiem z pozostałych kierunków przeprowadzonym przez 45 Pułk Myśliwski partyzantów pod dowództwem ppłk. Inglésa, który miał również otoczyć cały teren obozu przed wyznaczoną godziną.

- W fazie 2 kompania B 1. batalionu 511 Pułku Piechoty pod dowództwem por. Johna Ringlera, przy wsparciu plutonu karabinów maszynowych por. Waltera Hettingera, miała skoczyć na spadochronach w małej strefie zrzutu obok obozu, spotkać się z oddziałem partyzanckim Hukbalahap, zneutralizować pozostałych strażników obozu i zabezpieczyć internowanych.

- W fazie 3 reszta 1. batalionu miała wsiąść na pokład 54 gąsienicowych pojazdów desantowych LVT(4) 672. batalionu pojazdów amfibijnych dowodzonych przez ppłk. Josepha W. Gibbsa o godzinie 4:00 i wślizgnąć się do Laguna de Bay, skąd miała skierować się do Mayondon Point, w pobliżu San Antonio, około 3,2 km od obozu[24]. Pluton rozpoznawczy pod dowództwem sierż. Leonarda Hahna miał oznaczyć i poprowadzić ich do punktu lądowania. Stamtąd wszyscy mieli podróżować dalej lądem i udać się do obozu, planując przybycie tuż po godzinie 7:00. Następnie mieli zabrać internowanych z powrotem do Mayondon Point i uciec do wioski Mamatid.

- Faza 4 obejmowała 188 Pułk Piechoty Szybowcowej (bez 2. batalionu) i kompanię C 637. batalionu niszczycieli czołgów wraz z elementami 472. i 675. batalionu artylerii polowej pod dowództwem płk. Roberta H. Soule’a. Siły te miały ruszyć autostradą nr 1, aby działać jako oddział dywersyjny i w razie potrzeby związać walką japońską 8 Dywizję, aby chronić flankę operacji[25].

Inne oddziały partyzanckie, takie jak oddziały Fil-American Markinga i 48. szwadron filipińsko-chiński, miały ustawić blokady drogowe w miastach Calauan, Bay i Pila, aby opóźnić ewentualne posiłki japońskie. 47 Pułk Hunters ROTC pod dowództwem ppłk. Emmanuela de Ocampo mieli zrobić to samo w rejonie Calamba – Pansol.
Osłaniające haubice 11 Dywizji w rejonie Calamba miały ostrzeliwać drogę w kierunku Los Baños. Wszystkie okoliczne podejścia do głównego obozu miały być zabezpieczone. Mieszkańcy miasta zostali poinformowani i poproszeni o opuszczenie Los Baños przez lokalne jednostki obrony terytorialnej PQOG.

## Rajd
Pod osłoną ciemności 21 lutego 1945 roku Skau i jego 31-osobowy pluton opuścili zachodni brzeg Laguna de Bay i udali się przez jezioro trzema bancas. Skau i sześciu ludzi poprowadzili grupę, a wkrótce za nimi podążył oddzielny zespół szturmowy składający się z 23 ludzi. Unikając japońskich patroli na jeziorze, wylądowali w pobliżu Nanhaya i spotkali się z lokalnymi partyzantami oraz kilkoma uciekinierami z obozu w miejscowej szkole. W skład grupy wchodzili Freddy Zervoulakos i Benjamin Edwards, kolejny młody uciekinier, który naszkicował układ obozu na tablicy w budynku szkolnym. Skau postanowił podzielić swoją grupę na sześć zespołów, przydzielając do każdego zespołu określoną liczbę partyzantów. Edwards i Zervoulakos towarzyszyli każdemu zespołowi. W nocy 22 lutego wszyscy przeszli przez dżunglę i pola ryżowe do swoich punktów wyjścia.
O godzinie 4:00 23 lutego 1945 roku 1. batalion 511PIR (bez kompanii B) wsiadł na pokład 54 LVT-4, wślizgnął się do zatoki Laguna de Bay i skierował się do Mayondon Point. Udało im się również dotrzeć do celu bez alarmowania japońskich obrońców i udali się pozostałe 3,2 km lądem w stronę obozu, mając na celu dotarcie tuż po godz. 7:00.
Tymczasem kompania B por. Ringlera ze 511 Pułku Spadochronowego wraz z plutonem lekkich karabinów maszynowych, spędziła bezksiężycową noc 22 lutego czekając na Nichols Field, gdzie wczesnym świtem żołnierze założyli spadochrony i oporządzenie, po czym załadowali się na dziewięć samolotów C-47 z 65 Eskadry Transportowców Wojskowych pod dowództwem mjr. Dona Andersona na krótki lot. Lecąc bez przeszkód ze strony japońskich samolotów czy ognia przeciwlotniczego, wkrótce dotarli do celu, który został wyraźnie oznaczony zielonym dymem przez pluton rozpoznawczy.
Zespoły plutonu rozpoznawczego dowodzone przez Skau i sierżantów Angusa, Calla i Towna zaatakowały i zneutralizowały posterunki strażnicze po północnej i zachodniej stronie obozu. Partyzanci z Hunters ROTC ścigali i zabijali japońskich strażników.
O 7:00, nadlatując na zaplanowanej wysokości skoku 150 m i w formacji „V”, spadochroniarze Ringlera wyskoczyli z trzech samolotów. Kompania B zaatakowała obóz 15–20 minut po rozpoczęciu pierwszego ataku, wchodząc przez otwory w drucie kolczastym wycięte przez zwiadowców. Strzelanina była krótka, lecz intensywna, a po pokonaniu Japończyków internowani zostali uwolnieni.
LVT-4 wylądowały na brzegu w dziewięciu kolumnach po sześć pojazdów po tym, jak o 6:58 na San Antonio odpalono zielone granaty dymne przez sierż. Hahna i partyzantów Markinga. Dowodzone przez Burgessa amfibie dotarły do obozu, niszcząc jedyny na jego obszarze bunkier strażników i przebijając się przez bramę.

## Ewakuacja

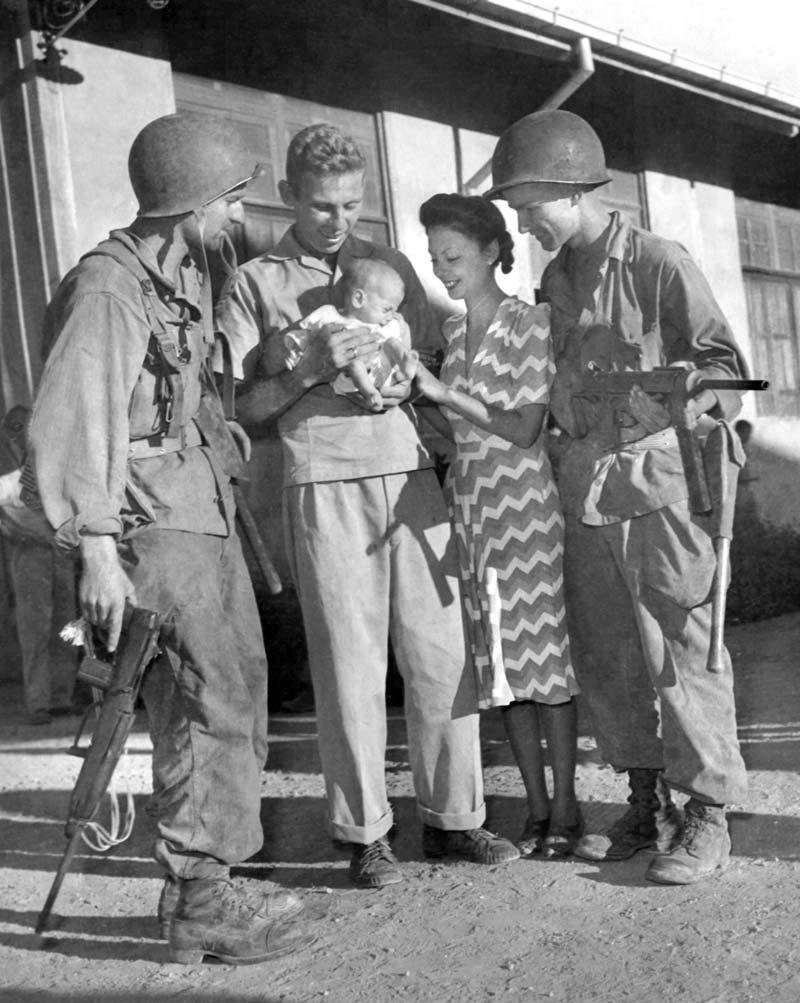
Najmłodsza uwolniona więźniarka obozu Los Baños i jej rodzice ze spadochroniarzami 11 Dywizji Powietrznodesantowej po rajdzie, 23 lutego 1945

Mając na uwadze potrzebę utrzymania tempa działań, ludzie Ringlera tak szybko, jak mogli, zgromadzili internowanych. Niektórzy więźniowie odmówili opuszczenia obozu, więc ludzie Hettlingera spalili chaty, aby „zachęcić” opornych do ewakuacji. Na początku niepełnosprawnych, wraz z kobietami i dziećmi, załadowano do czekających pojazdów, podczas gdy bardziej sprawni spośród internowanych utworzyli kolumnę pieszą i skierowali się na plażę, ku wolności.
W oddali, po drugiej stronie jeziora, słychać było intensywną walkę. Hałas ten pochodził od Soule Task Force. Wczesnym rankiem siły dywersyjne 188 Pułku Piechoty Szybowcowej i kompanii C 637. batalionu niszczycieli czołgów, wraz z elementami 472. i 675. batalionu artylerii polowej pod dowództwem Soule’a, wytoczyły się na autostradę nr 1 i zaatakowały przez rzekę San Juan. Żołnierze natknęli się na japoński opór w pobliżu wzgórz Lechería, gdzie ponieśli straty, ale w południe oczyścili teren i maszerowali w kierunku Los Baños, odcinając drogę między japońską 8 Dywizją „Tygrysów” a Los Baños. Z podwyższonej pozycji Soule mógł zobaczyć w oddali amfibie na plaży wracające do Mamatid, więc nakazał swoim siłom przeprowadzenie defensywnego odwrotu i ponowne ustanowienie przyczółka nad rzeką San Juan.
W końcu, po dwóch kursach, ostatni z LVT wyruszył o godz. 15:00 do Mamatid. Wśród internowanych znalazła się urodzona trzy dni wcześniej dziewczynka, Lois Kathleen McCoy. Wśród więźniów był również Frank Buckles, który kilkadziesiąt lat później miał stać się ostatnim żyjącym amerykańskim weteranem I wojny światowej; został schwytany jako cywil w Manili na początku wojny.

## Następstwa
Dwóch żołnierzy plutonu rozpoznawczego sierż. Santosa i czterech filipińskich partyzantów zostało rannych. Dwóch żołnierzy 188 Pułku Piechoty Szybowcowej, John T. Doiron i Vernal Ray McMurtrey, zginęło podczas walki na wzgórzach Lecheria. W walce wręcz na terenie obozu również nie obyło się bez ofiar. Garstka strażników zdołała zorganizować prowizoryczną obronę, zabijając dwóch młodych partyzantów Hunters ROTC, szer. Atanacio Castillo i szer. Anselmo Solera. Ich ciała odzyskano i pochowano obok kaplicy uniwersyteckiej.
Tak akcję opisywał jeden z uwolnionych, Lewis Thomas Watty, wiceprezesa komitetu więźniów w Los Baños:

Walka trwała przez kilka minut bez przerwy. Wrogowie, zaskoczeni całkowicie, zostali przygwożdżeni i bezlitośnie przeszyci ogniem wyzwolicieli. Doświadczenie Hunters ROTC zdobyte na przestrzeni lat w wojnie nieregularnej opłaciło się teraz sowicie. Dotyczyło to również spadochroniarzy, którzy byli weteranami działań na południowym Pacyfiku, zanim wylądowali na Luzonie

Kilka dni po akcji ratunkowej Japończycy w pełnej sile, dowodzeni przez zbiegłego z obozu mjr. Sadaaki Konishiego, powrócili do Los Baños. Widząc, że na miejsce nie ma żadnych więźniów, Japończycy zwrócili swój gniew w stronę pozostałych w mieście cywilów, którzy nie zwrócili uwagi na ostrzeżenie partyzantów i pozostali w domach. Z pomocą projapońskiej milicji Makapili, Japończycy dokonali masakry około 1500 mężczyzn, kobiet i dzieci, a także spalili ich domy, biorąc odwet także tych w sąsiednich miejscowością podejrzanych o współpracę z wyzwolicielami. Konishi został odnaleziony i osądzony za zbrodnie wojenne, a następnie powieszony w 1947 roku. Major Iwanaka uciekł.

## Znaczenie historyczne
Wątpię, aby jakakolwiek jednostka powietrznodesantowa na świecie kiedykolwiek mogła rywalizować z rajdem na obóz w Los Baños. To podręcznikowa operacja powietrznodesantowa dla wszystkich epok i wszystkich armii

Gen. Colin Powell, przewodniczący Kolegium Połączonych Szefów Sztabów, powiedział o rajdzie:

Wybitny sukces rajdu na Los Baños obejmował wiele aspektów, które zrewolucjonizowały na pokolenia przyszłe operacje wojsk specjalnych. Dokładne planowanie, niezawodne informacje wywiadowcze, działanie w ukryciu, szybkość i zaskoczenie, większa siła ognia, współpraca sił sojuszniczych i wsparcie ludności cywilnej zapewniły planistom i siłom realizującym rajd przewagę, która przełożyła się na niewielką liczbę ofiar wśród atakujących